# Utovlje
Utovlje je naselje v Občini Sežana.